# 1284

Vlag van Wales

Het jaar 1284 is het 84e jaar in de 13e eeuw volgens de christelijke jaartelling.

## Gebeurtenissen
januari
- 29 - Het Kapittel van Sint-Servaas te Maastricht krijgt toestemming van negentien bisschoppen te Orvito om fondsen in te zamelen voor een nieuwe brug, ter vervanging van de ingestorte Romeinse brug van Maastricht. Aan de gulle gevers wordt een aflaat in het vooruitzicht gesteld.

maart
- 3 - Statuut van Rhuddlan: Wales wordt door Engeland ingelijfd.

juni
- 26 - De rattenvanger van Hamelen komt in Hamelen aan. (traditionele datum)

augustus
- 5 en 6 - Zeeslag bij Meloria: Genua verslaat Pisa, dat zijn machtspositie verliest.

oktober
- 29 - Godfried van Brabant krijgt van zijn broer hertog Jan I van Brabant het graafschap Aarschot als apanage.

zonder datum
- Paus Martinus IV doet Peter II van Aragon in de ban en schenkt zijn rijk aan Karel van Valois, zoon van Filips III van Frankrijk. Begin van de Aragonese Kruistocht.
- Kartanegara, koning van Singhasari, verovert Bali.
- De dukaat, een gouden munt oorspronkelijk uit de Republiek Venetië, wordt voor het eerst geslagen.
- Koeblai Khan maakt Cambaluc (het huidige Beijing) tot zijn hoofdstad.
- De Diefdijk rond Vijfheerenlanden wordt aangelegd
- Johanna I van Navarra trouwt met de latere Filips IV van Frankrijk
- stadsbranden in Hamburg en Zutphen, zie ook stadsbrand van Zutphen (1284)
- oudst bekende vermelding: Everdingen, Martin, Wanneperveen

## Opvolging
- Castilië en Leon - Alfons X opgevolgd door zijn zoon Sancho IV
- koninkrijk Cyprus en Jeruzalem (kroning 11 mei) - Hugo III van Cyprus opgevolgd door zijn zoon Jan I
- Il-khanaat - Teguder opgevolgd door zijn neef Arghun
- Orde van Sint-Jan - Nicolas Lorgne opgevolgd door Jean de Villiers (jaartal bij benadering)
- Trebizonde - Johannes II Megas Komnenos opgevolgd door zijn halfzuster Theodora Megale Komnene

## Afbeeldingen

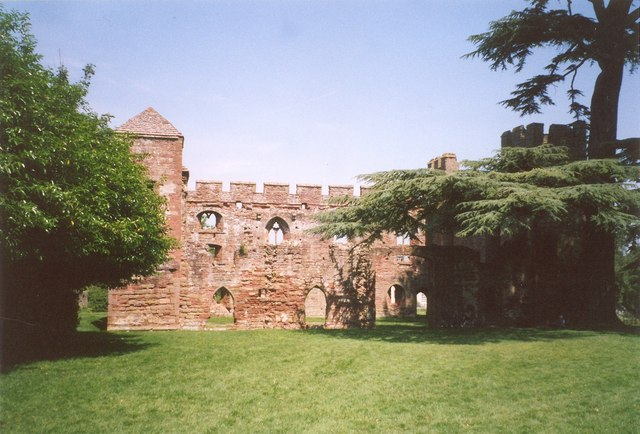
Acton Burnell Castle, Engeland (1284)

## Geboren
- 25 april - Eduard II, koning van Engeland (1307-1327)
- Jan I, graaf van Holland (1296-1299)
- Rangjung Dorje, Tibetaans geestelijke, karmapa
- Simone Martini, Italiaans schilder
- Rudolf I van Saksen-Wittenberg, Duits edelman (jaartal bij benadering)

## Overleden
- 24 maart - Hugo III (~48), koning van Cyprus (1267-1284)
- 4 april - Alfons X (62), koning van Castilië (1252-1284), tegenkoning van Duitsland (1257-1273)
- 10 augustus - Teguder, Il-khan
- 19 augustus - Alfons van Chester (10), kroonprins van Engeland
- 20 september - Margaritha Colonna, Italiaans kloosterlinge
- 23 november - Hazim al-Qartayanni (~73), Andalusisch dichter
- Aleid van Holland (~56), Hollands edelvrouw
- Günzel IV van Schwerin, Duits edelman (jaartal bij benadering)
- Nicolas Lorgne, grootmeester van de Orde van Sint-Jan (jaartal bij benadering)